# Yumenoshima
Yumenoshima (jap. 夢の島, dt. „Insel der Träume“) ist eine japanische Insel in der Bucht von Tokio und ein Stadtteil des Bezirkes Kōtō. Die Insel wurde künstlich durch Abfallaufschüttung errichtet.

## Geschichte
Die Insel wurde ursprünglich in den 1930ern als Ort für Tokios neuen Flughafen als Ersatz für den Flughafen Tokio-Haneda konzipiert. Dieser Plan wurde 1938 abgeschlossen und die Arbeiten an der Errichtung der Insel begannen 1939, wurden dann aber aufgrund von Ressourcenbeschränkungen bedingt durch den Zweiten Weltkrieg verschoben. Nach dem Krieg wurde der Plan des Flughafens gestrichen, da die Alliierten eher Haneda erweitern als einen gänzlich neuen Flughafen bauen wollten. Ein für die Öffentlichkeit zugänglicher Strand eröffnete 1947 auf der Insel, zu dieser Zeit wurde der Name Yumenoshima ausgewählt. 1950 schloss der Strand und ab 1957 wurde die Insel als Mülldeponie genutzt.

## Sehenswürdigkeiten

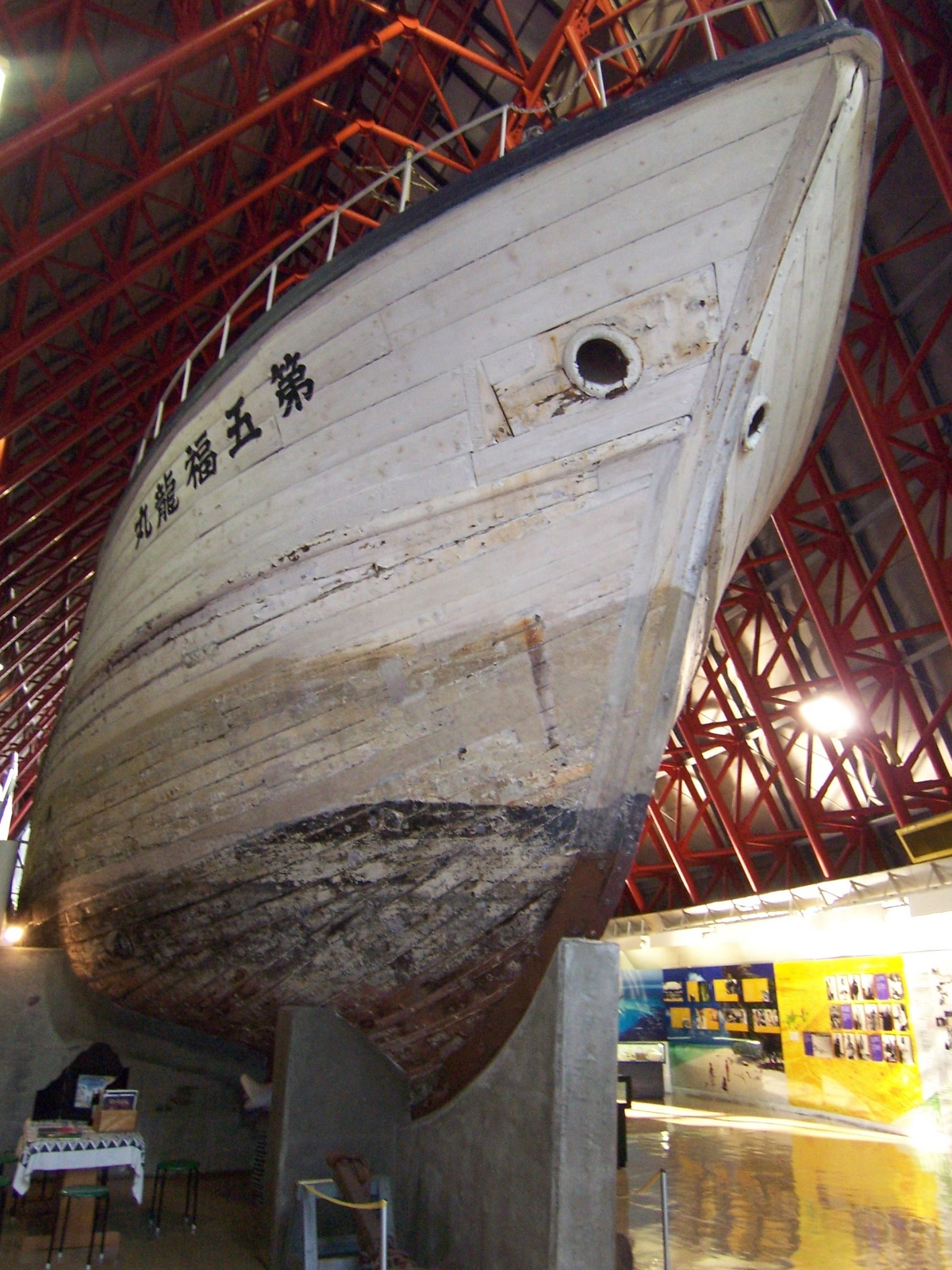
Die Daigo Fukuryū Maru.

Yumenoshima ist ein kleiner Stadtteil und besteht unter anderem aus:
- Yumenoshima Park (夢の島公園 Yumenoshima Kōen), einem öffentlichen Park mit mehreren Einrichtungen wie einem botanischen Tropengarten, einem Sportkomplex, einem Barbecuebereich, einem Kolosseum, einem Yachthafen sowie einem Sportstadion.[2]
  - Sportstadion Yumenoshima (江東区夢の島陸上競技場 Kōtō-ku Yumenoshima Rikujō Kyōgijō)
  - Tropenhaus Yumenoshima (夢の島熱帯植物館 Yumenoshima Nettai Shokubutsukan)
  - Sportkulturhaus Tokio (東京スポーツ文化館 Tōkyō Supōtsu Bunkakan)

Ebenfalls ist auf Yumenoshima heute das Daigo Fukuryū Maru, ein hölzerner Fischkutter, zu sehen. Dieser wurde während des nuklearen Tests auf dem Bikini-Atoll 1954 dem Fallout ausgesetzt und danach als Trainingsschiff umgebaut sowie später nahe Yumenoshima aufgegeben.

## Olympia 2020

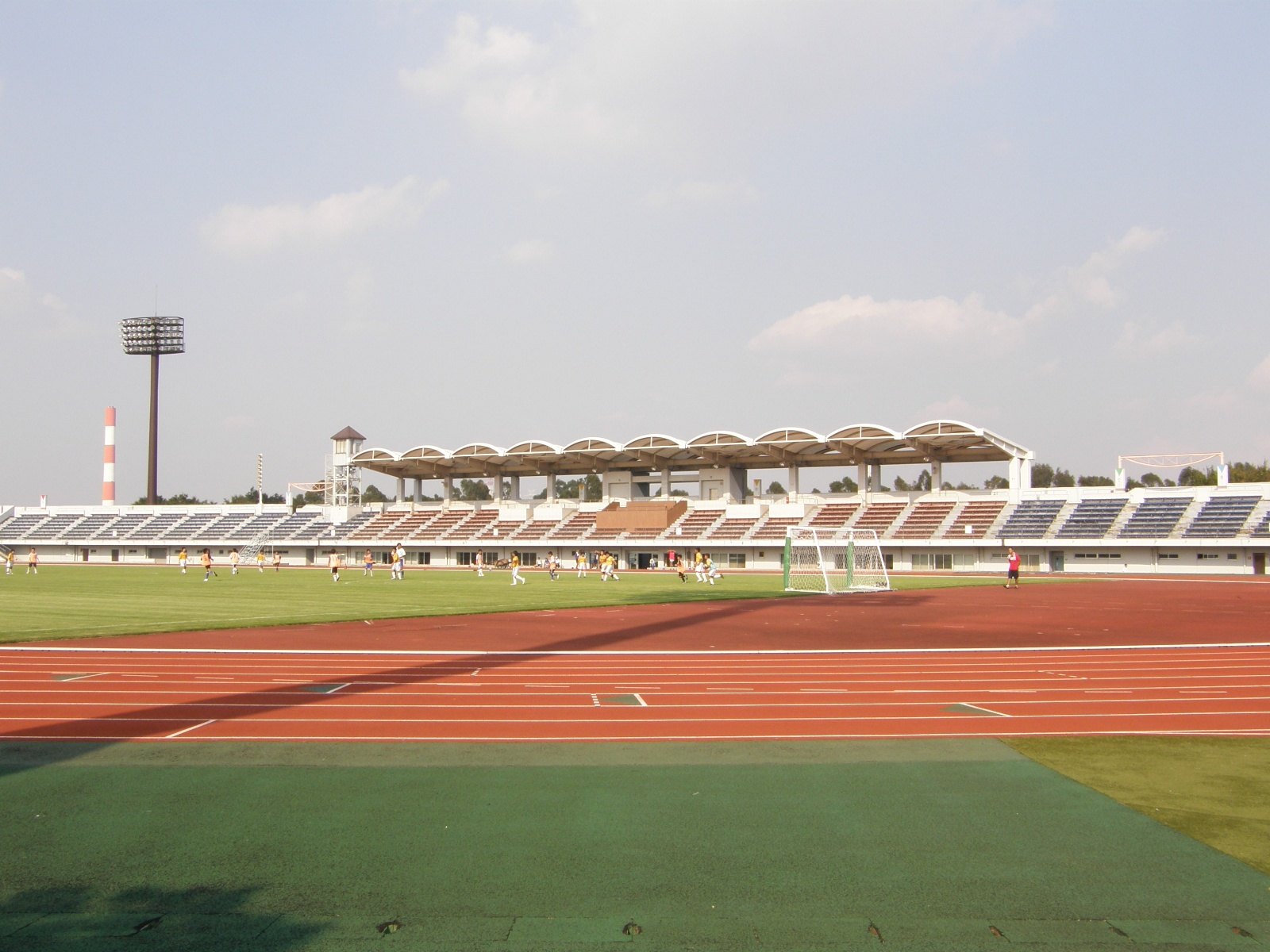
Stadion Yumenoshima

Auf Yumenoshima sollten während der Sommerolympiade 2020 Bewerbe im Bogenschießen stattfinden. Ebenso werden die entsprechenden Bewerbe der Paralympics 2020 dort ausgetragen.